# Amy Pond
Pour les articles homonymes, voir Amy.
Amelia Jessica Pond, dite Amy Pond et plus tard appelée Amy Williams, est un personnage de la série télévisée britannique de science-fiction Doctor Who interprété par Karen Gillan, et par Caitlin Blackwood lorsque le personnage avait 7 ans. Amy est la première compagne du Docteur dans sa onzième incarnation (Matt Smith).

## Histoire du personnage

### Saison 5 (2010)

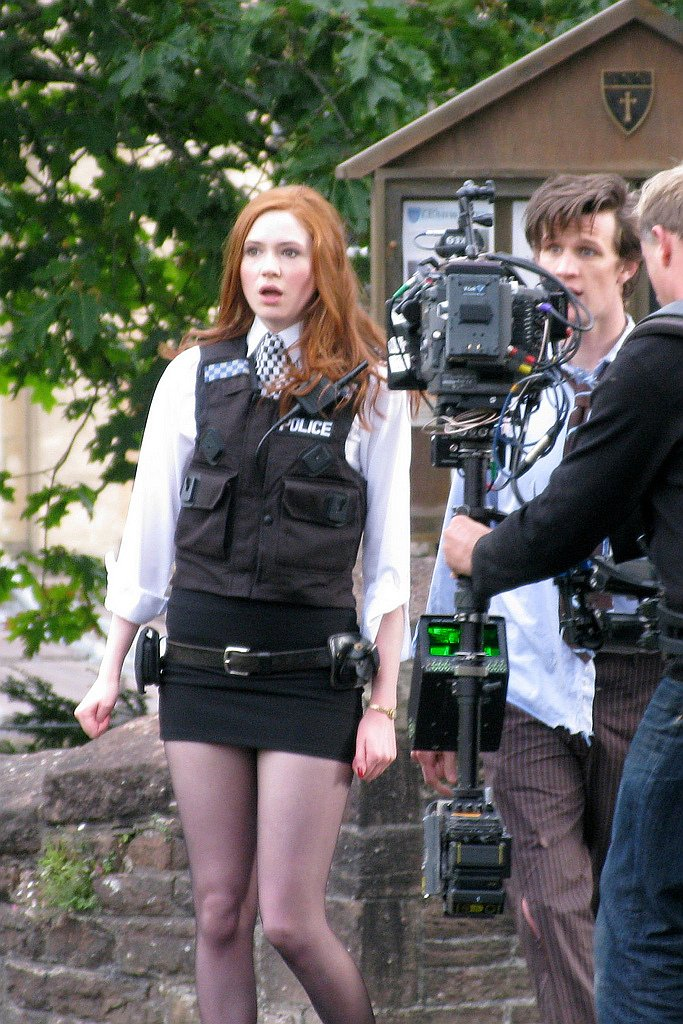
Karen Gillan jouant Amy Pond lors du tournage du Prisonnier zéro.

Écossaise, Amelia Pond est une orpheline de sept ans quand elle fait la connaissance du Docteur dans le premier épisode de la saison 5 de Doctor Who, Le Prisonnier zéro (2010). En 1996, elle vit dans une grande maison avec sa tante. Le mur de sa chambre est traversé par une faille d'où Amy entend des voix qui la terrifient. Le TARDIS s'écrase dans son jardin à la suite des dégâts causés par la régénération du Docteur. Elle l'aide à satisfaire ses étranges habitudes alimentaires, puis il enquête sur la faille.
Le Docteur lui dit qu'il part pour cinq minutes pour reprendre le contrôle des moteurs du TARDIS, mais revient en fait douze ans plus tard, en 2008. Elle vit toujours dans la même maison, mais Amy — comme on l'appelle désormais — est devenue « bisougramme », ce qui la conduit notamment à se déguiser en policière de fantaisie. Son ami d'enfance et désormais fiancé est Rory Williams. À l'issue de l'aventure, le Docteur disparaît à nouveau, pour deux ans cette fois ; à son retour le 25 juin 2010, il lui propose de l'emmener à bord du TARDIS. Elle accepte s'il promet de la ramener le lendemain matin.
Le Docteur ne sait cependant pas que le lendemain, le 26 juin 2010, est le jour de son mariage avec Rory.
Amy reste cette jeune fille qui souhaitait vivre une dernière grande aventure avant son mariage. 
Lorsque Amy annonce au Docteur qu'elle va se marier et tente de le séduire, il décide de l’emmener avec son fiancé pour un voyage romantique à Venise. Cette aventure marque le commencement des voyages à bord du Tardis pour le couple réuni.
Ce n'est, cependant, que dans l'épisode Le Seigneur des Rêves (5x07) qu’Amy comprend la profondeur de ses sentiments pour Rory. Lorsque Rory meurt et tombe dans la même faille qui était dans la chambre d'Amy et que l'on retrouve à plusieurs reprises dans l'univers à la fin de l'épisode La Révolte des intra-terrestres, deuxième partie (5x09), elle l'oublie mais son amour est si grand qu'une tristesse demeure présente au fond d'elle sans qu'elle ne puisse y mettre un nom.
Sa mémoire est utilisée pour piéger le Docteur dans La Pandorica s'ouvre (5x12) et son fiancé réapparaît dans la peau d'un centurion romain, bien qu'il soit en réalité un androïde. Le centurion est contraint de tuer Amy, qui est alors placée par le Docteur dans la Pandorica afin d'être sauvée.
Amy, qui a vécu près de la faille, parvient à ramener ses parents et le Docteur le jour de son mariage, aidée par le souvenir que lui rapporte le journal intime de River Song laissé pour l'occasion, alors que tout semble perdu et qu'il semble avoir disparu pour toujours.

### Saison 6 (2011)
Au début de la saison 6, Amy et son époux sont de nouveau à Londres au XXIe siècle où ils vivent à présent sans nouvelles du Docteur. Elle reçoit une invitation provenant de l'État de l'Utah aux États-Unis, couleur bleu TARDIS et comprend que celle-ci vient du Docteur lui-même. Ce n'est que trop tard qu'elle se rend compte que cette invitation vient du Docteur du futur pour un dernier au revoir. Avec la version plus jeune du Docteur, qu'elle connaît et qui a été invité lui aussi, elle enquête sur une étrange race alien dont le souvenir disparaît dès qu'on leur tourne le dos. Leur enquête les conduit dans un vieil orphelinat où elle découvre d'étranges photographies la représentant elle et un bébé. Elle annonce au Docteur qu'elle pense être enceinte mais ensuite lui assure qu'elle s'est trompée. À partir de ce moment-là, elle ne cesse d'avoir d'étranges visions d'une femme portant un cache-œil qui apparaît dans les murs et s'adresse à elle. Bien qu'elle soit affolée, elle n'en fait pas part au Docteur.
Ce n'est qu'à la fin de l'épisode La Chair vivante, deuxième partie (6x06) que l'on apprend que l'Amy qui voyage depuis le début de la saison 6 avec le Docteur n'est qu'une copie de chair et que la vraie Amy a été enlevée par la mystérieuse femme au cache-œil et est sur le point de donner la vie à une petite fille qu'elle nomme Melody.
Alors que le Docteur est venu la chercher et qu'elle pense avoir sauvé son enfant, Amy se rend compte trop tard que Melody a été échangée suivant le même procédé que celui utilisé pour l'enlever précédemment. C'est le moment que choisit River Song pour arriver. D'abord en colère contre elle, les jeunes parents découvrent que la mystérieuse River Song n'est autre que leur fille adulte.
Dans Le Mariage de River Song, Amy est devenue, dans un univers parallèle, le leader d'une organisation et ne se souvient plus de Rory, qu'elle recherche inconsciemment. Elle réunit River et le Docteur qui se marient avec son consentement, puisqu'elle est la mère de la mariée. Ce qui rétablit la réalité.
Alors qu'elle pense à son ami le Docteur, décédé, elle reçoit la visite de sa fille qui lui annonce que celui-ci ne l'est pas, en réalité.

### Saison 7, première partie (2012)
Au début de la saison 7, Amy est devenue mannequin et est sur le point de divorcer de Rory. Mais les Daleks les kidnappent, ainsi que le Docteur, avant qu’ils n'aient pu signer les papiers du divorce. Amy révèle finalement à Rory la véritable raison de leur séparation. Depuis la naissance de Melody, elle est devenue stérile, et face au désir de Rory d'avoir des enfants, elle a décidé de le quitter pour lui laisser une chance d'en avoir, un jour. Mais leur amour est trop fort, et le couple se remet ensemble.
Dans l'épisode Les Anges prennent Manhattan (7x05), elle décide de suivre Rory, devenu la cible des Anges Pleureurs, bien qu'elle ne sache pas vraiment si son sacrifice la conduira jusqu'à son mari. Ayant dans un premier temps réussi à échapper aux Anges, mais alors que Rory a été rattrapé par eux, et renvoyé plusieurs années dans le passé, Amy se laisse toucher à son tour par l'Ange pour le rejoindre ainsi, dans un dernier élan d'amour véritable, alors que le Docteur ne peut pas aller les chercher dans cet espace-temps.
Dans l'épisode hors-saison P.S d'une scène finale non tournée de l'épisode Les Anges prennent Manhattan, mais réalisée en dessin animé, on apprend qu'elle et Rory sont restés vivre à New York dans les années 1930 et ont adopté un enfant en 1946 nommé Anthony et qu'ils ont vécu très heureux ensemble.
Les Pond ont eu une vie extraordinaire auprès du Doctor, c’était cette dernière grande aventure que souhaitait Amy avant son mariage, avant de vivre la vie des Williams une vie ordinaire et simple sans le doctor. 
Dans l'épisode hors-saison Good Night de la mini-série Night and the Doctor, on apprend qu'elle a déjà rencontré le Docteur en 1994 mais qu'elle ne se rappelait plus de cette rencontre.

### L'Heure du Docteur(Noël 2013)
Elle fait une ultime apparition dans L'Heure du Docteur, l'épisode de Noël de la saison 7, sous la forme d'une hallucination perçue par Le Docteur. Elle lui dit « L'homme débraillé, bonne nuit » ("Raggedy man, good night" en V.O.), corroborant le fait qu'ils ne se reverront définitivement plus.

## Création
Le producteur exécutif et auteur de Doctor Who Steven Moffat a proposé le nom du personnage. Dans une entrevue avec Kat Angus du magazine Dose, Russell T Davies a fait part de ses observations sur cette nouvelle figure : « Ainsi quand la nouvelle saison commencera l'année prochaine avec le nouveau Docteur, vous ne verrez pas simplement l'arrivée de Matt Smith, mais également celle de Karen Gillan en tant que nouveau compagnon. [...] Elle est vraiment passionnante [...] ».

## Casting
Karen Gillan avait déjà fait une apparition dans Doctor Who dans l'épisode La Chute de Pompéi (2008) où elle joue une prêtresse de la Sybille. « Nous avons vu quelques actrices étonnantes pour ce rôle. Mais quand Karen a franchi la porte, les jeux étaient faits - elle était drôle, intelligente, magnifique et sexy. Ou écossaise, ce qui est la manière la plus rapide de le dire. Une génération de petites filles voudra être elle. » explique Steven Moffat. Pour le producteur exécutif de la BBC Piers Wenger, « Nous avons su que Karen était parfaite pour le rôle dès le moment où nous l'avons vue. » Gillan a déclaré être heureuse d'avoir obtenu le rôle, disant qu'elle était sur un petit nuage à l'idée d'avoir été choisie pour interpréter le nouveau compagnon du Docteur et vantant le jeu de son partenaire Matt Smith. Le personnage d'Amy enfant est joué par Caitlin Blackwood, la cousine de Karen Gillan.

## Relations

### Amy et le Docteur
Amy rencontre le Docteur à l'âge impressionnable de sept ans ; une complicité forte s'établit entre eux, et il est clair qu'il devient pour elle un héros mais en même temps une obsession. Adulte, elle est partagée entre le ressentiment à son égard pour l'avoir abandonnée enfant (malgré ses promesses) et l'adoration qu'elle lui voue. Rory révèle que, durant leur enfance, elle l'obligeait à se déguiser en Docteur quand ils jouaient. La plupart de ses proches estimant que le Docteur n'était qu'un ami imaginaire, Amy est passée par quatre psychothérapies différentes ; là encore une partie d'elle a fini par se convaincre de la part de fiction de cette rencontre, tandis qu'une autre, sûre de la réalité de ces événements, a gagné en résolution. Cette dualité fonde le rapport obsessionnel d'Amy au Docteur, ainsi que le mal-être qui s'en dégage.
À dix-huit ans, c'est une Amy très en colère qui rencontre pour la seconde fois le Docteur, au point de l'assommer immédiatement et de se faire passer pour une policière de façon à le questionner. Une fois la supercherie déjouée, Amy n'en démord pas et n'en finit pas de déverser sa verve ; elle est ici plus dans la lignée de Donna, très prompte à critiquer et rappeler à l'ordre le Docteur, que Martha ou Rose par exemple. Il finira par regagner sa confiance et, deux ans plus tard, elle acceptera d'embarquer à bord du TARDIS.
Amy est une compagne loyale, efficace mais très indépendante, et elle n'hésite jamais à faire des critiques ou à désobéir au Docteur, pour de bonnes ou de mauvaises raisons. Elle apporte souvent un jugement sur les émotions qui manque parfois aux analyses du Docteur (elle parvient à comprendre les vraies intentions de la baleine stellaire, parvient à ramener l'humanité chez Bracewell...). Elle lui lance souvent des piques et adore lui poser les questions qui fâchent.
Elle se démarque aussi des précédentes compagnes en ce que l'aspect sexuel de sa relation au Docteur est bien moins « sublimé ». Elle l'embrasse spontanément et passionnément à la suite de sa rencontre avec les Anges, ce qui vaut au Docteur une réaction d'horreur effarouchée. Elle ne semble pas exactement amoureuse de lui, néanmoins ; lors de cet élan fougueux, elle précise qu'elle « n'a pas spécialement envie de quelque chose sur le long terme », et cet incident semble plus une réaction d'anxiété face à son proche mariage avec Rory. Plus encore, lorsque Rory est effacé de sa mémoire, Amy ne tente pas de séduire à nouveau le Docteur, ce qui suggère qu'elle se satisfait parfaitement d'une relation simplement amicale.
Dans la saison 6, on apprend que le Docteur est le gendre d'Amy et de Rory car il se marie avec leur fille, Melody Pond (River Song).

### Amy et Rory
Lors de sa seconde rencontre avec le Docteur, elle décrit Rory comme étant « plus ou moins » son petit ami ; deux ans plus tard, ils s'apprêtent à se marier. Amy doute fortement de la sincérité de ses sentiments envers Rory, au point de partir voyager avec le Docteur la veille de leur mariage et d'embrasser ce dernier avec vigueur ; elle décrit ouvertement cette décision comme une « fuite en avant » afin de fuir ses responsabilités. Elle a longtemps considéré Rory comme un « second choix », surtout justifié par son incapacité à voyager avec le Docteur, qui néanmoins force Amy à intégrer Rory dans leurs aventures, ce qui la pousse à comprendre ses véritables sentiments pour Rory. Ils se marient dans le dernier épisode de la saison 5.
Pendant leur nuit de noces dans le TARDIS, ils conçoivent une fille nommée Melody Pond (River Song).
Amelia meurt à 87 ans, point fixe dans le temps relaté lors de l'épisode 5 de la saison 7, où l'on voit sa tombe.
Elle est enterrée dans la même tombe que Rory, mort lui à 82 ans. Dans l'histoire de la seconde série, elle est la deuxième compagne restée le plus longtemps avec le Docteur, avec 2 saisons et 5 épisodes à bord du TARDIS, après Clara (Oswin) Oswald, qui elle apparaît dans plus de 2 saisons : la 7 à partir de l'épisode 6, la 8 et la 9, ainsi que dans le film des 50 ans de la série.

### Amy et River Song
Une grande complicité unit les deux jeunes femmes. La nature exacte de leurs relations est révélée au cours de la saison 6.
Le vrai nom de River Song est en réalité Melody Pond ; elle est donc la fille d'Amy et de Rory, conçue lors de leur nuit de noces et née à la fin de la saison, dans l'épisode La Retraite du démon. Un soldat, qui retenait captive Amy et sa fille, a brodé le nom de Melody sur un morceau de tissu, dans sa propre langue, celle du peuple des forêts Gamma, dans laquelle il n'y a pas de traduction pour « pond » (qui signifie « étang » en français) ; le mot se rapprochant le plus étant « river » (« rivière » en français) ; dans l'épisode L'Âme du TARDIS, le TARDIS, dans la peau d'Idris, dit à Rory que « la rivière est la seule eau de la forêt » (« the only water in the forest is the river ») ; d'autre part « melody » (« mélodie ») est traduit par « song » (« chanson ») ; d'où « Melody Pond » qui devient « River Song ».